# Небольсін Василь Васильович
Небольсін Василь Васильович (30 травня 1898, Харків — 29 жовтня 1958, Москва) — радянський диригент. Народний артист РРФСР (1955). Лауреат Сталінської премії другого ступеня (1950).
У 1914 році закінчив Полтавське музичне училище по класу скрипки. Потім навчався в Музично-драматичному училищі Московського філармонічного товариства (з 1919 — Державний інститут музичної драми) по класу скрипки і у А. М. Корещенко по класу композиції. У 1916—1917 рр. грав в оркестрі С.Кусевицького. У 1920, після закінчення інституту, прийнятий в Большой театр на посаду хормейстера. У 1922 році дебютував там же як диригент.
Викладав диригування в МДК імені П. І. Чайковського (1940—1945).
Похований на Введенському кладовищі.

## Творчість
Під управлінням Небольсіна ставилися переважно опери російського класичного репертуару:
- «Іван Сусанін» М. І. Глінки
- «Борис Годунов» і «Хованщина» М. П. Мусоргського
- «Пікова дама» і «Мазепа» П. І. Чайковського
- «Садко», «Сказання про невидимий град Китеж», «Золотий півник» М. А. Римського-Корсакова
- «Дубровський» Е. Ф. Направника

Небольсін також диригував балетними спектаклями, а з 1928 — симфонічними концертами МГАФ, де крім іншого керував концертними виконаннями опер російського і зарубіжного репертуару. Написав два балети, дві симфонії та інші твори.